# Hodkovce
Hodkovce (deutsch Hatkotz, ungarisch Hatkóc,  bis 1927 slowakisch Hadkovce) ist eine Gemeinde im Osten der Slowakei mit 411 Einwohnern (Stand 31. Dezember 2024). Sie liegt im Okres Košice-okolie, einem Teil des Košický kraj.

## Geografie
Die Gemeinde liegt etwa 17 Kilometer westlich der Großstadt Košice. Das 7,57 km² große Gemeindegebiet erstreckt sich von den südöstlichen Ausläufern des Slowakischen Erzgebirges im Norden über die fruchtbaren Hügel der Vorbergzone bis zum Rand der Ida-Niederung als Teil des Talkessels Košická kotlina im Süden. Das nördliche, bergige Drittel des Gemeindegebietes ist von dichten Laubwäldern bedeckt. Hier werden Höhen von über 500 m über dem Meer erreicht (Biely kameň, 607 m n.m.), während der Dorfkern von Hodkovce auf 320 m Höhe liegt. Südlich von Hodkovce erhebt sich der 315 m hohe Sporn des Toviky.
Durch das Gemeindeareal strömen in Nord-Süd-Richtung einige Bergbäche, die im Slany potok zusammenfließen und über den Šemšiansky potok zur Ida entwässern.
Nachbargemeinden von Hodkovce sind Hýľov im Norden, Šemša im Osten, Paňovce im Süden sowie Nováčany im Westen.

## Geschichte
Bereits im frühen 14. Jahrhundert besiedelt, wurde das Dorf im Jahr 1427 erstmals urkundlich als Horhkowch erwähnt. Es entstand als Erweiterung des Nachbardorfes Šemša, das zum Einflussbereich der Herren der Zipser Burg gehörte. Der Ortsname wurde vom slawischen Personennamen Hodkov abgeleitet. Über Hatkocz (1630), Hatkowcze (1786) und Hadkovce (bis 1927) entwickelte sich der Name allmählich zum heutigen Hodkovce. 1427 zählte man in der damaligen Streusiedlung Hodkovce neun Hofstellen. Zur ausschließlich slowakischen Bevölkerung stießen nach den Türkeneinfällen und insbesondere nach der Schlacht bei Mohács nach Norden abgedrängte Ungarn als neue Siedler dazu.
Bis zum Vertrag von Trianon gehörte das Dorf zum Komitat Abaúj-Torna im Königreich Ungarn, von da an gehörte Hodkovce wie alle im Komitat Abaúj-Torna liegenden Orte zur Tschechoslowakei. Nach dem Ersten Wiener Schiedsspruch lagen diese Gemeinden von 1938 bis 1945 noch einmal in Ungarn.

## Bevölkerung
| Jahr                | 1994 | 2004    | 2014     | 2024  |
| ------------------- | ---- | ------- | -------- | ----- |
| Anzahl der Personen | 259  | 248     | 300      | 411   |
| Unterschied         |      | −4,24 % | +20,96 % | +37 % |

| Jahr                | 2023 | 2024    |
| ------------------- | ---- | ------- |
| Anzahl der Personen | 384  | 411     |
| Unterschied         |      | +7,03 % |

Nach den Ergebnissen der Volkszählung 2001 lebten in Hodkovce 267 Einwohner, davon
- 99,25 % Slowaken.

95,5 % der Bewohner bekannten sich zur römisch-katholischen Kirche.

## Sehenswürdigkeiten

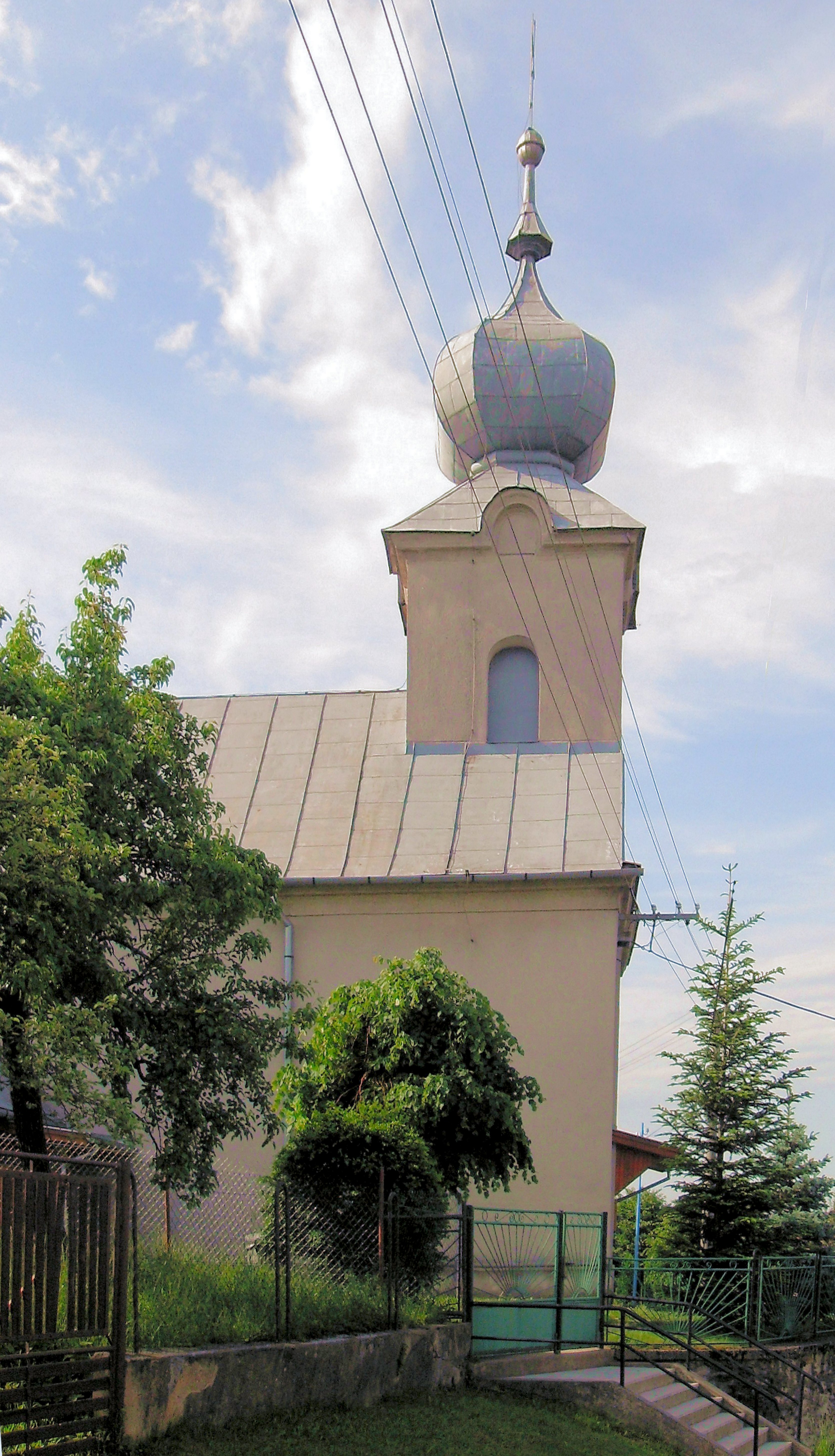
Römisch-katholische Darstellung-des-Herrn-Kirche

- Die römisch-katholische Darstellung-des-Herrn-Kirche (Rímskokatolícky kostol Obetovania Pána Márie) steht in der Ortsmitte.

## Wirtschaft und Infrastruktur
Seit jeher spielt die Land- und Forstwirtschaft die wichtigste Rolle in Hodkovce. Neben einem sich entwickelnden Tourismus gibt es Arbeitsplätze für Pendler in der in und um Košice ansässigen Industrie.
Durch das Gemeindegebiet verläuft die Fernstraße 548 (Cesta II. triedy) von Košice nach Jasov (Landstraße 548).